# USS Lassen (DDG-82)
USS Lassen (DDG-82) — 32-й  ескадрений міноносець КРО типа «Арлі Берк», будівництво яких було схвалене Конгресом США і 2-й есмінець цього типу серії IIa c АУ. Mark 45. Mod. 4/62. Введений в експлуатацію 21 квітня 2001 року.

## Будівництво
Будівництво велося на корабельні Ingalls Shipbuilding згідно замовлення від 6 січня 1995 року. Закладка кіля відбулася 24 серпня 1998 року. 16 жовтня 1999 року корабель було спущено на воду, 21 квітня 2001 року введено в експлуатацію.

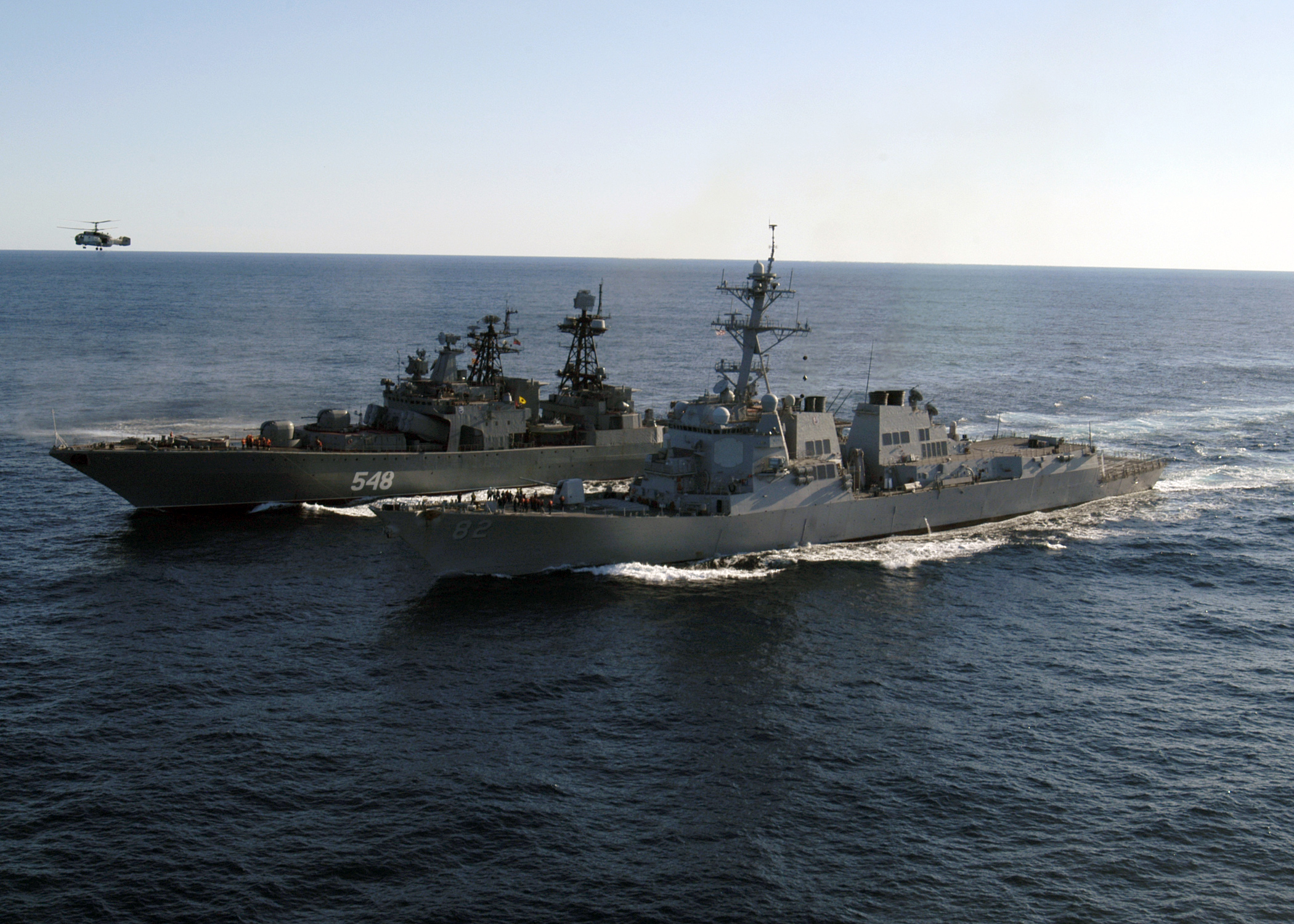
Есмінець «Лассен» і російський БПК «Адмірал Пантєлєєв», 2007 рік.

Спочатку місцем базування була ВМБ в Сан-Дієго. У серпні 2005 року корабель був переведений на ВМБ в Йокосука, Японія.

## Бойова служба
15 лютого 2009 року о 12:25 вечора Лассен зіткнувся з японським 14-тонним прогулянковим катером в гавані Йокосука. ніхто не постраждав, а есмінець отримав незначні ушкодження.

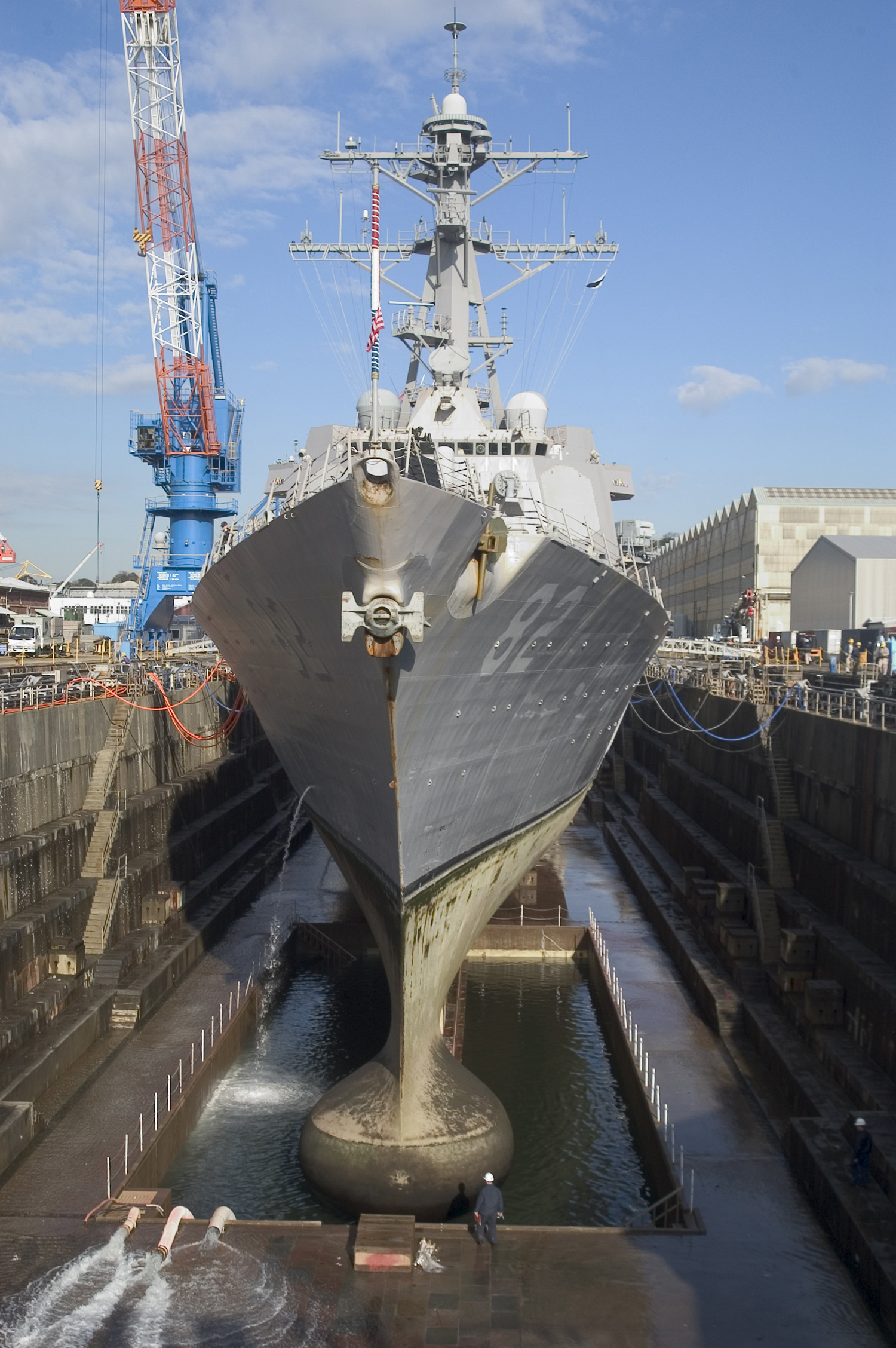
USS Lassen в сухому доці в Йокосука, січень 2007 року.

З 11 по 21 березня 2013 року взяв участь в спільних військових навчаннях «Key Resolve», в яких були залучені ВМС США і Південної Кореї. 7 травня прибув з візитом до Владивостока, де взяв участь в серії урочистих заходів, присвячених святкуванню річниці «Дня Перемоги». Візит тривав до 10 травня.
19 жовтня 2015 прибув з візитом в порт Кота-Кінабалу, Малайзія, після проведення патрулювання в Південно-Китайському морі. 26 жовтня було відправлено для патрулювання в територіальних вод створених Китаєм островів у Південно-Китайському морі до архіпелагу Спратлі (Наньша), куди увійшов 27 жовтня.
6 січня 2016 року покинув військово-морську базу Йокосука, Японія, для зміни порту приписки, яким стане військово-морська база в Мейпорт, штат Флорида, куди прибуде влітку поточного року.
В травні 2020 року в складі угруповання до якого ще входять  есмінці КРО  USS Preble (DDG-88) та USS Farragut (DDG-99) і один корабель прибережної зони USS Detroit (LCS-7 ),був відправлений Білим Домом в Карибське море, щоб не пропустити іранські нафтотанкери до берегів Венесуели.